# Bandeiras do orgulho
Uma bandeira do orgulho tipicamente se refere a qualquer bandeira que represente um segmento ou parte da população LGBT+. Orgulho (em inglês:  pride), neste caso, refere-se à noção de orgulho LGBT+. A bandeira arco-íris é a bandeira LGBT+ mais utilizada e o símbolo LGBT+ genérico, também é a bandeira gay. Existem derivações da bandeira do arco-íris que são usadas para focar a atenção em grupos específicos de interesses semelhantes dentro da comunidade (por exemplo, subcultura do couro). Existem também algumas bandeiras de orgulho que não estão relacionadas exclusivamente a questões LGBT+, como a bandeira poliamorosa e bandeiras relativas ao orgulho louco e orgulho autista. Os termos bandeiras LGBT e bandeiras queer são frequentemente usados de forma intercambiável, assim como em parada gay e parada LGBT.

## Exemplos notáveis
- Bandeira do arco-íris, representa todos os aspectos da comunidade LGBT+ e o orgulho gay;
- Bandeira do orgulho bissexual, representa bissexuais e suas comunidades;
- Bandeiras transgênero, bandeiras variadas usadas para representar orgulho, diversidade, visibilidade, indivíduos, organizações e comunidades transgênero;
- Bandeiras não binária e genderqueer, representam identidades de gênero não binárias;[6]
- Bandeira intersexo, representa indivíduos intersexo e suas organizações;
- Bandeiras lésbicas, representantes das mulheres lésbicas e relacionamentos lésbicos;[7][8]
- Bandeira do urso, representa a subcultura do urso;
- Bandeira do homem gay, propostas para representar especificamente homens gays;
- Bandeira do orgulho gay da África do Sul, representa a comunidade LGBT na África do Sul;
- Bandeira do orgulho do couro, representa a subcultura do couro (e às vezes, por extensão, as comunidades BDSM e kinky);
- Bandeira do orgulho pansexual, representa indivíduos pansexuais e suas organizações;[9]
- Bandeira do progresso ou bandeira do orgulho inclusiva, representando o orgulho LGBT junto de interseccionalidade, luta antirracista, inclusão de pessoas trans e intersexo.[10][11]
- Bandeira assexual, representando pessoas no espectro assexual.[12]
- Bandeira arromântica, representando pessoas no espectro arromântico.[13]

## Galeria

### Bandeiras do orgulho LGBT+
Essas bandeiras LGBT+ representam o movimento LGBT+ como um todo ou diferentes orientações sexuais, orientações românticas, identidades de gênero, expressões de gênero e/ou características sexuais.

#### Variantes do arco-íris

Versão original de oito listras, 1978
Versão de sete cores, 1979
Versão de nove listras, 2017
Versão de nove listras, 2018
Bandeira do progresso, 2018
Bandeira da justiça social, 2018
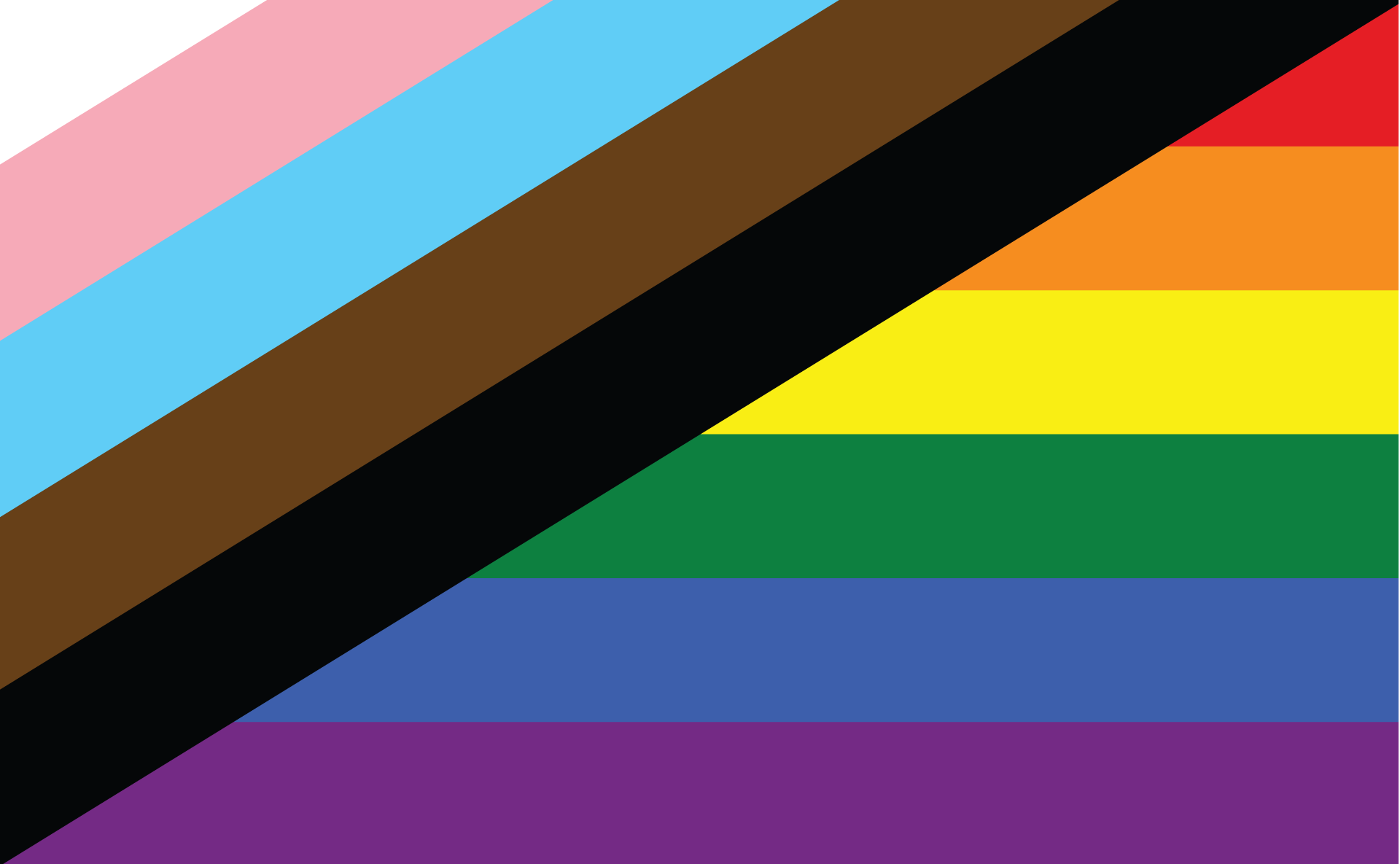
Nova bandeira do orgulho, 2017
Bandeira intersexo-inclusiva, 2021

#### Orientação sexual ou romântica

Arco-íris (Gay e LGBT+)
Lésbica de Lábris
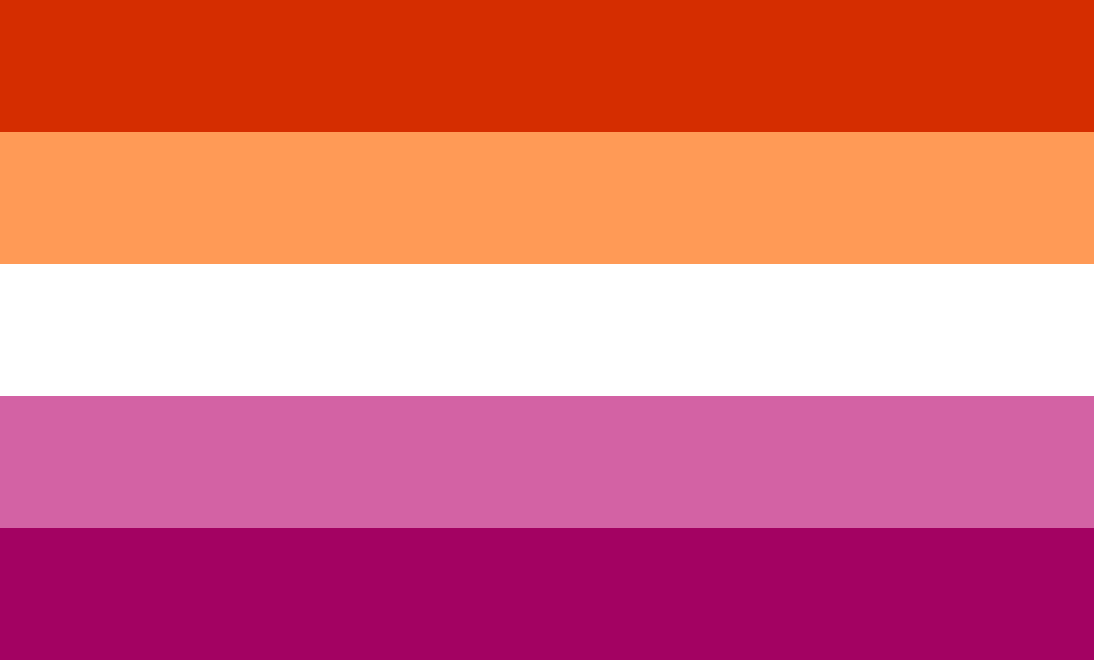
Lésbica
Gay
Bissexual
Abrossexual[17]
Aroace[18]
Arromanticidade[19]
Assexual
Demissexual[20]
Demirromântica[17]
Assexualidade cinza
Pansexual
Polissexual
Omnissexual[21]
Sáfica[22][23]
Bigênero[24]
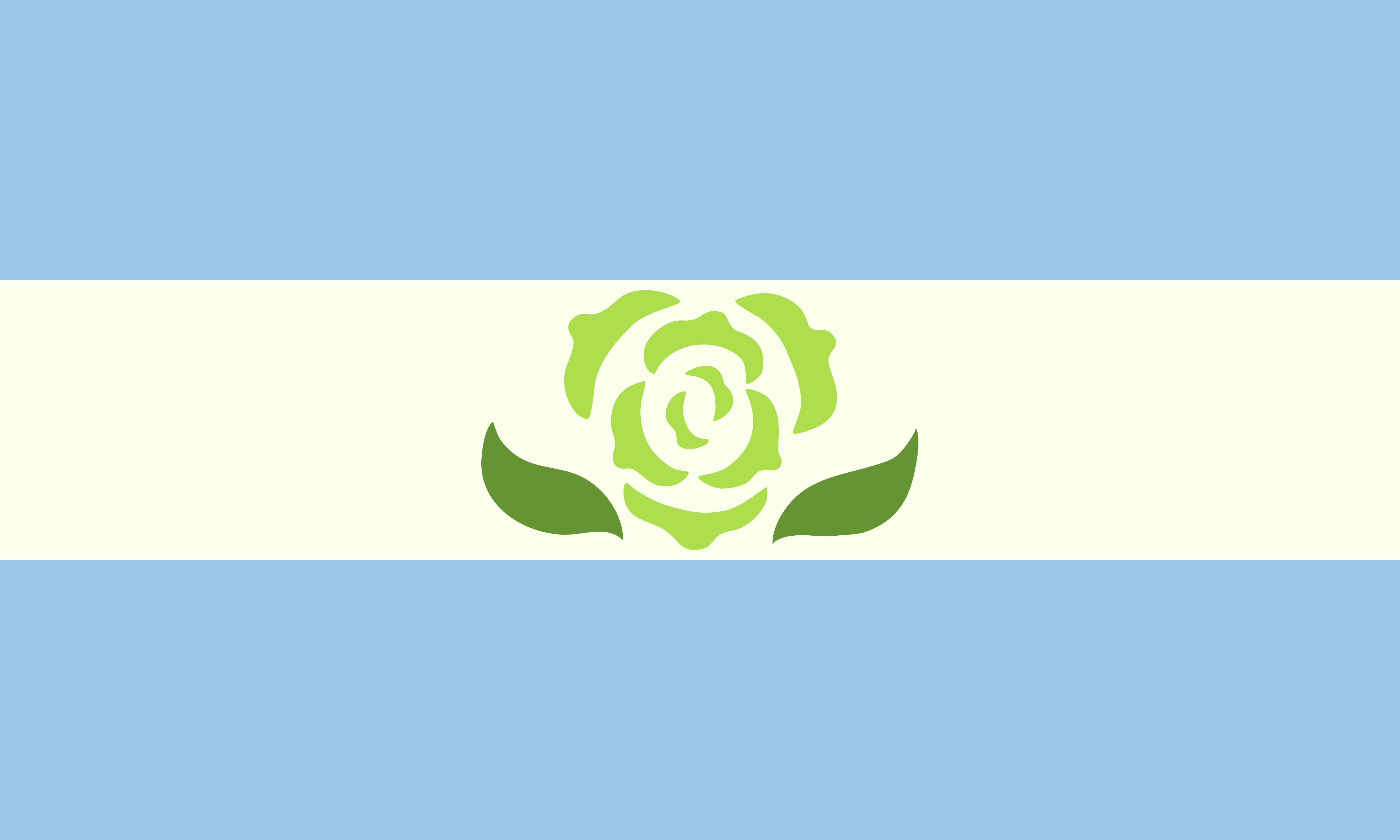
Aquileano
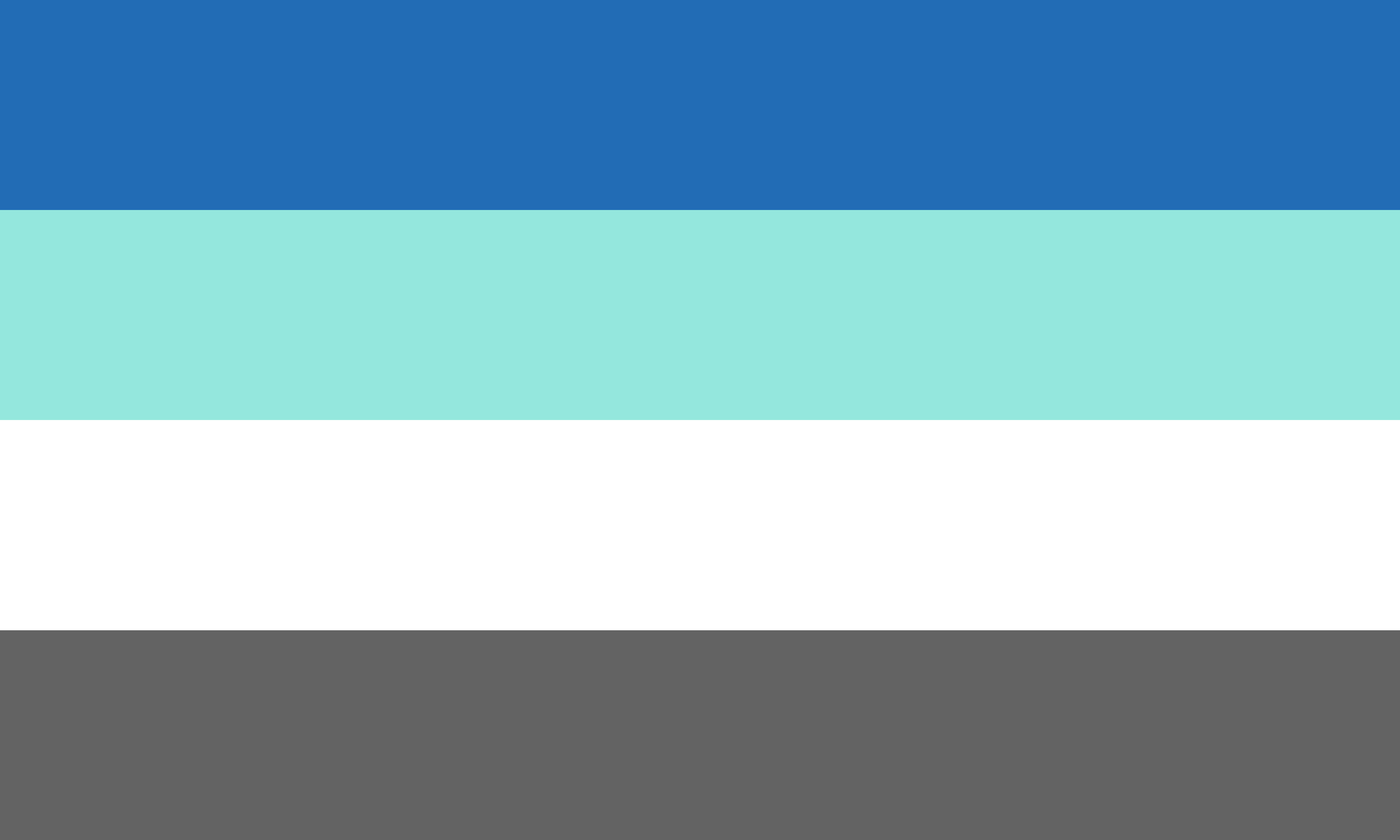
Frayssexual
Pomossexual
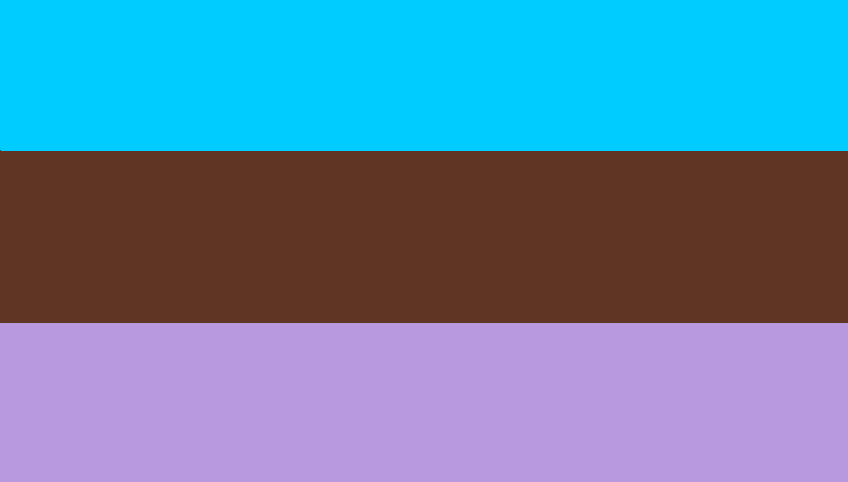
Androssexual
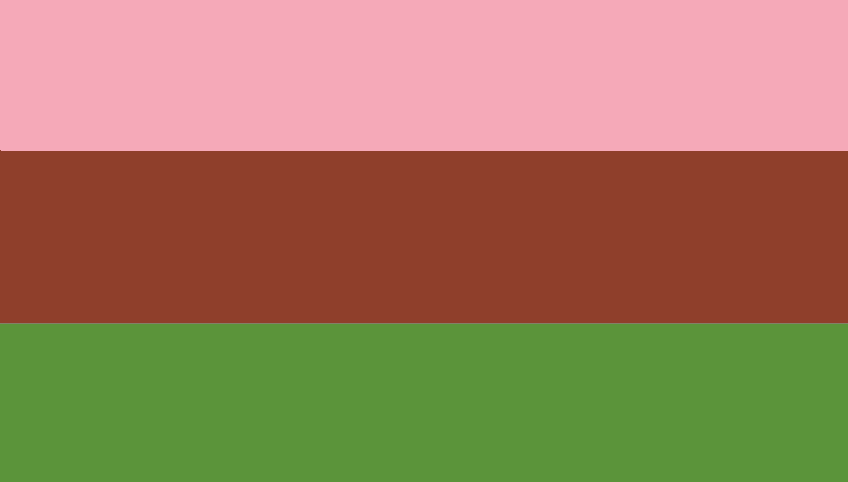
Ginessexual
Queer[26]
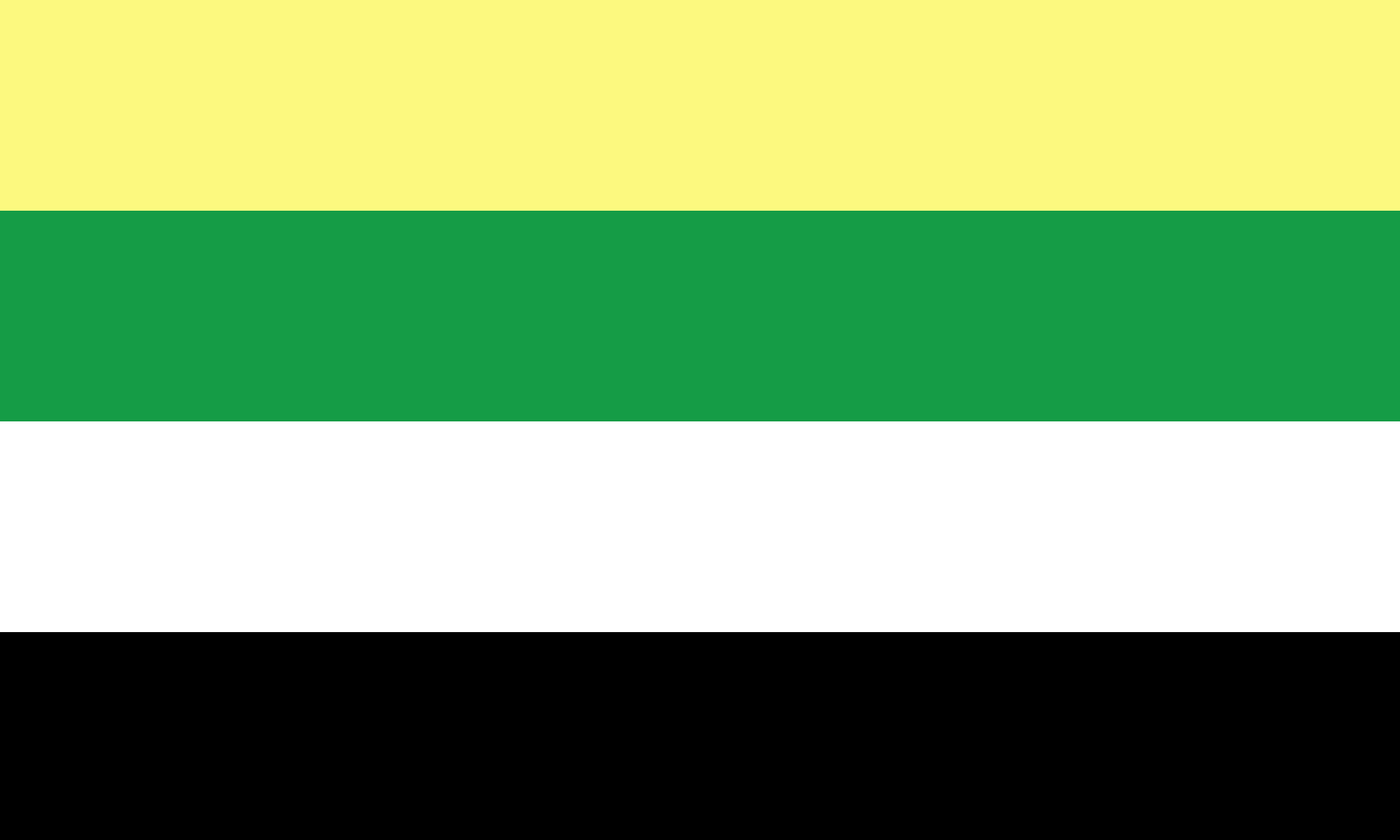
Ceterossexual
Multissexual[28]
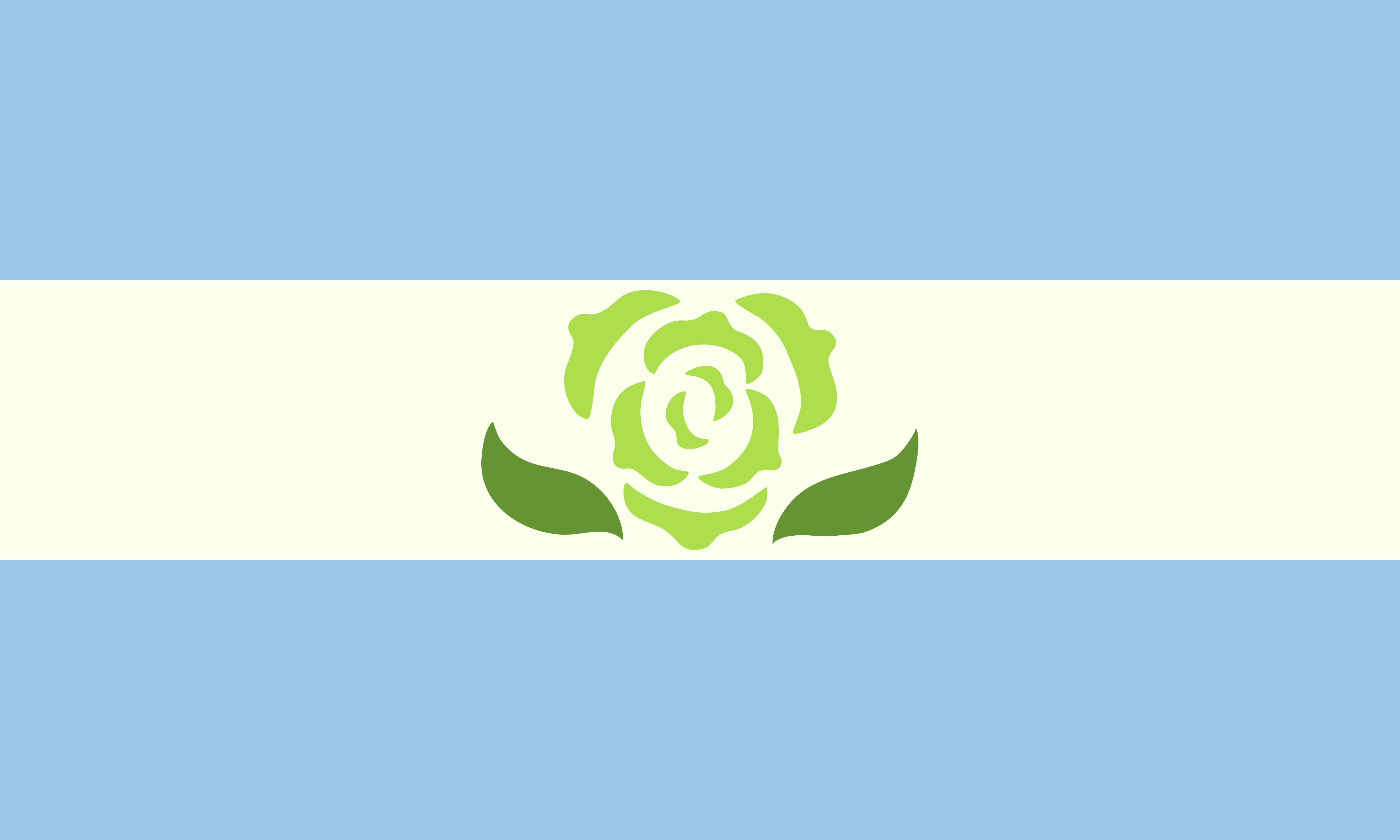
Aquileano

#### Identidade de género

Transgénero
Agênero
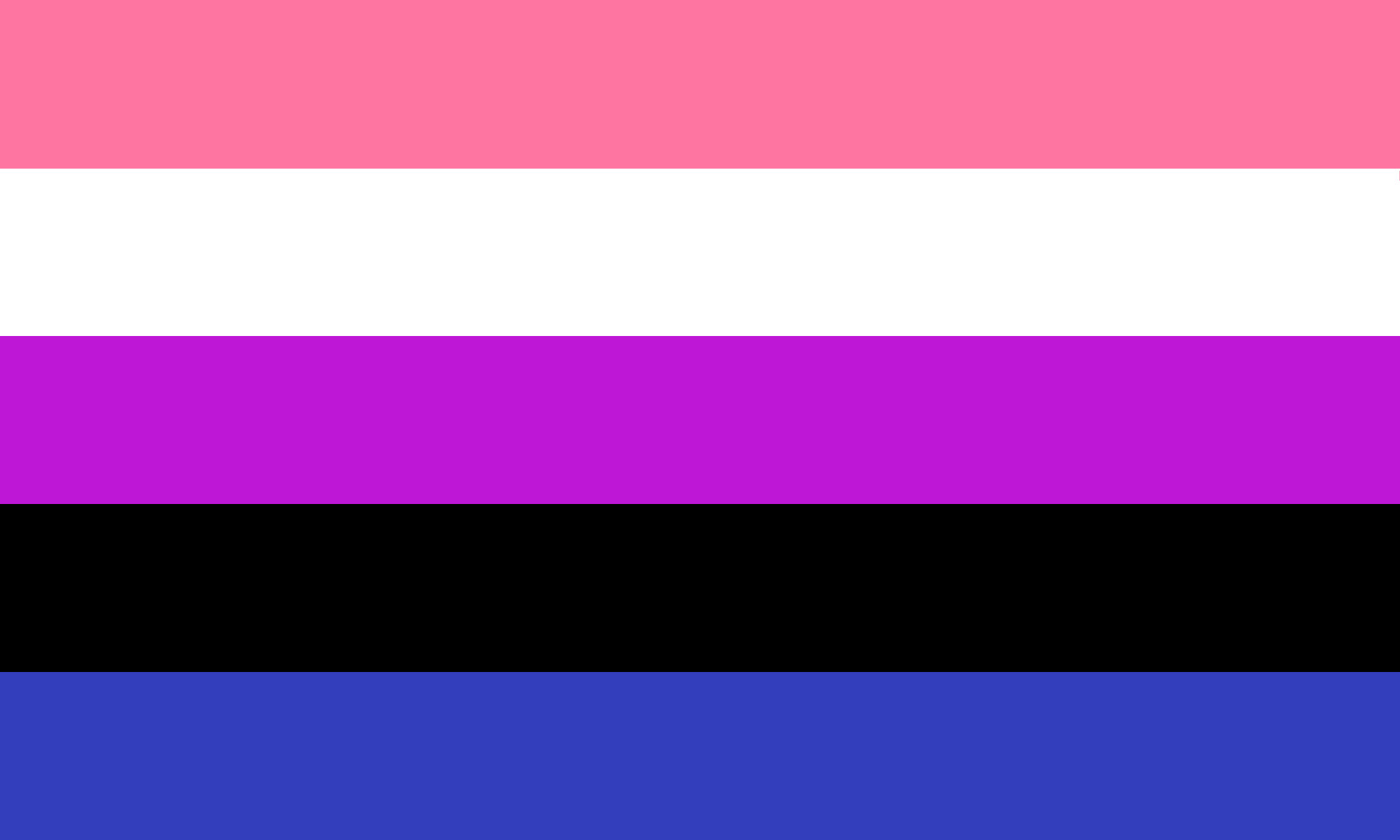
Gênero-fluido
Genderqueer[30]
Não binariedade
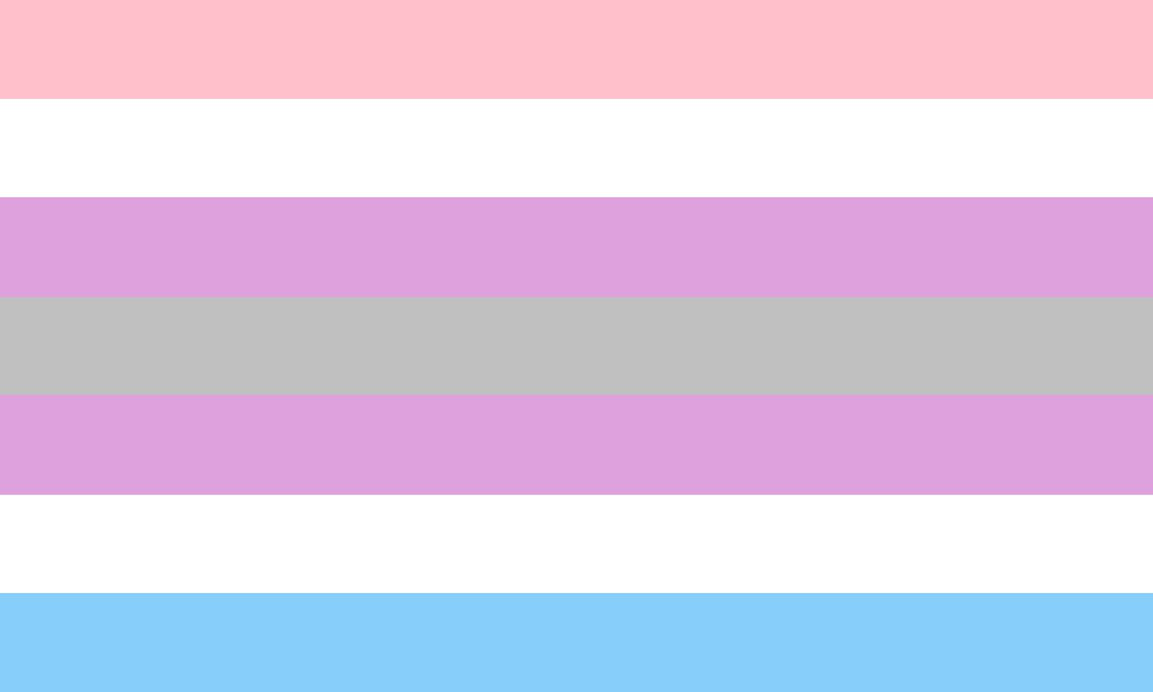
Intergênero
Neutrois[31]
Pangênero
Trigênero
Bigênero
Demimasculino[20]
Demifeminina[20]
Andrógine[32]
Transmasculino[33]
Transfeminina
Queer[26]
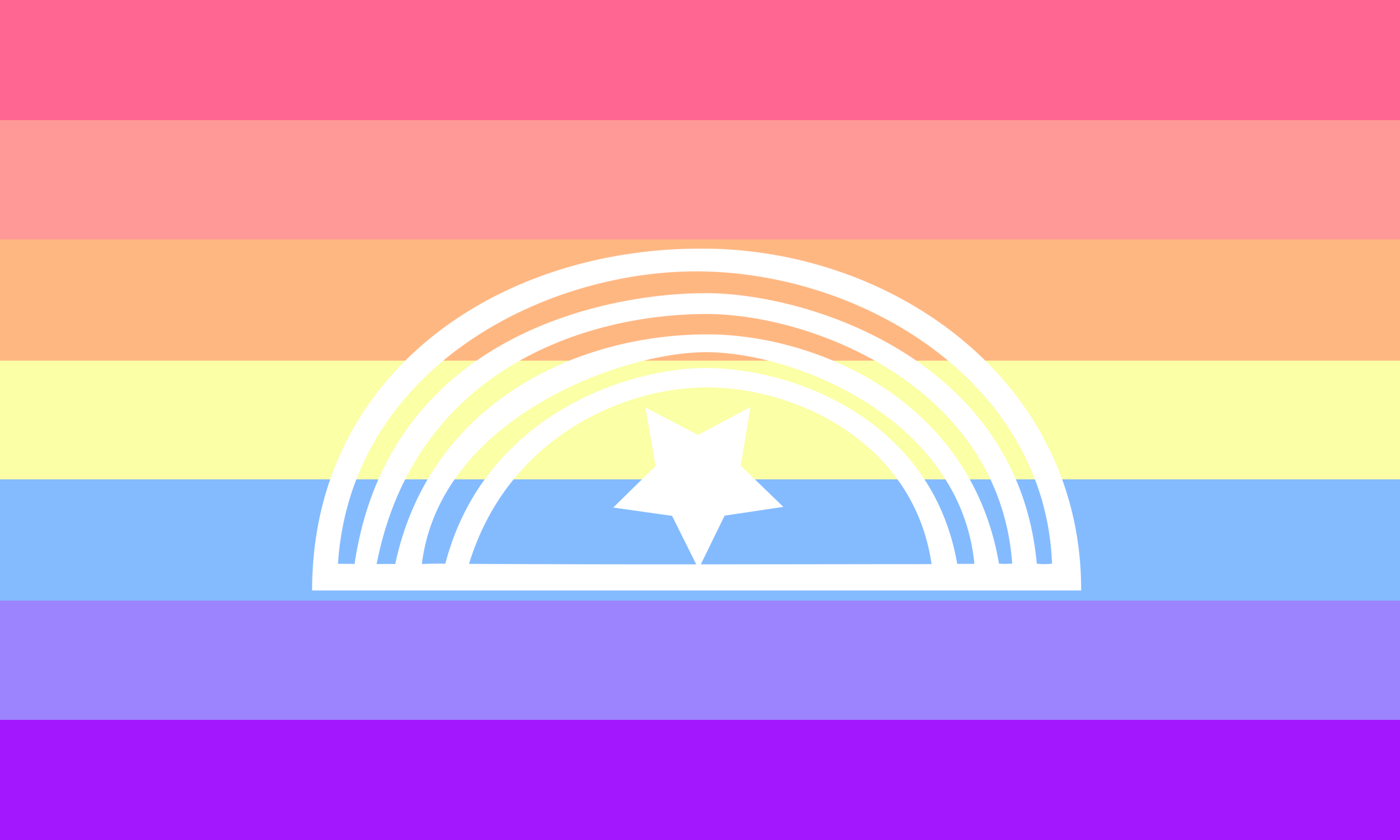
Xenogênero
Inconformista

#### Características sexuais

Intersexo
Altersexo

### Bandeiras de orientação relacional

Ambiamor
Poliamor[35]
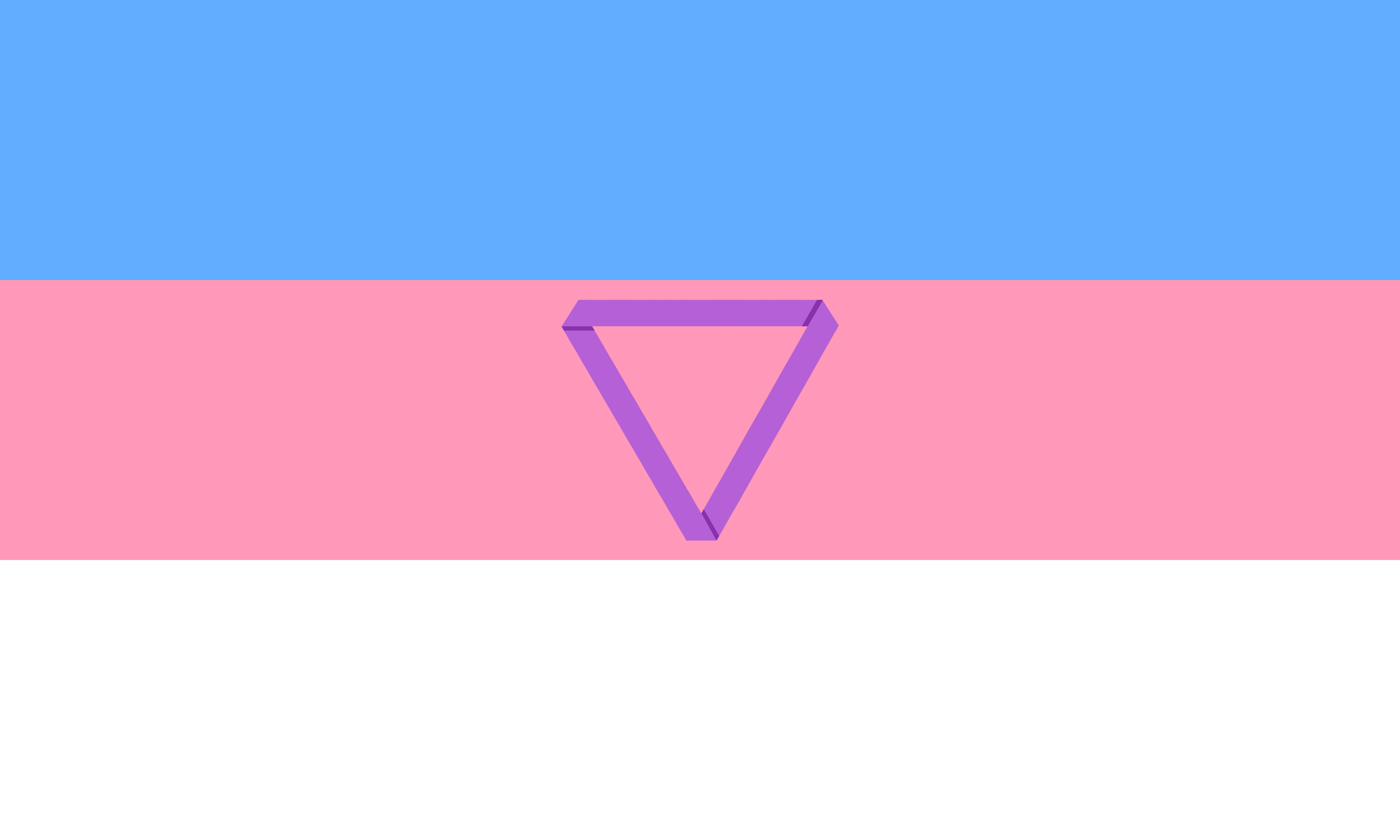
Não-monogamia

### Bandeiras subculturais

Irmandade Urso[36]
Couro (Leather)
BDSM[37]
Lésbica de batom[38][39]
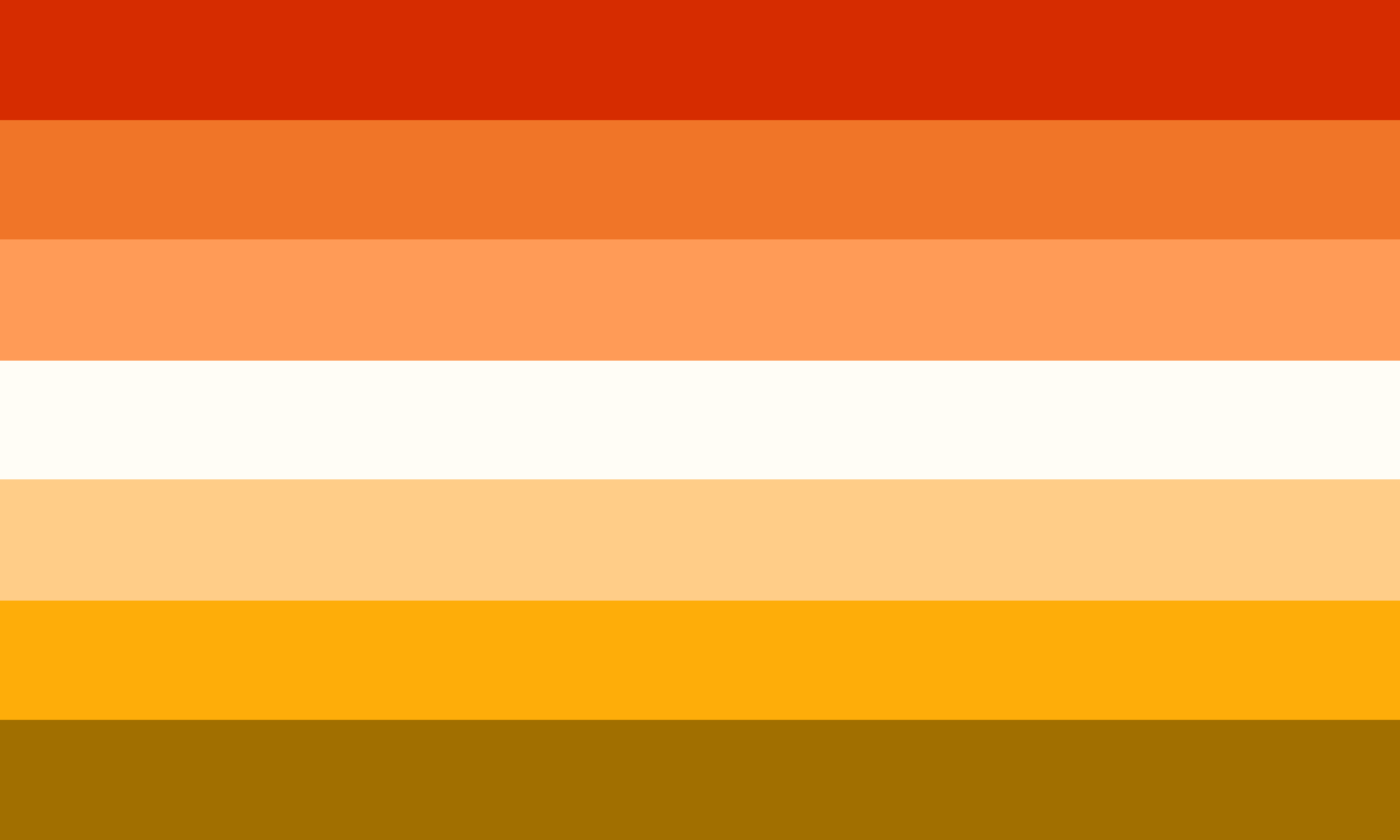
Butch
Twink[40]
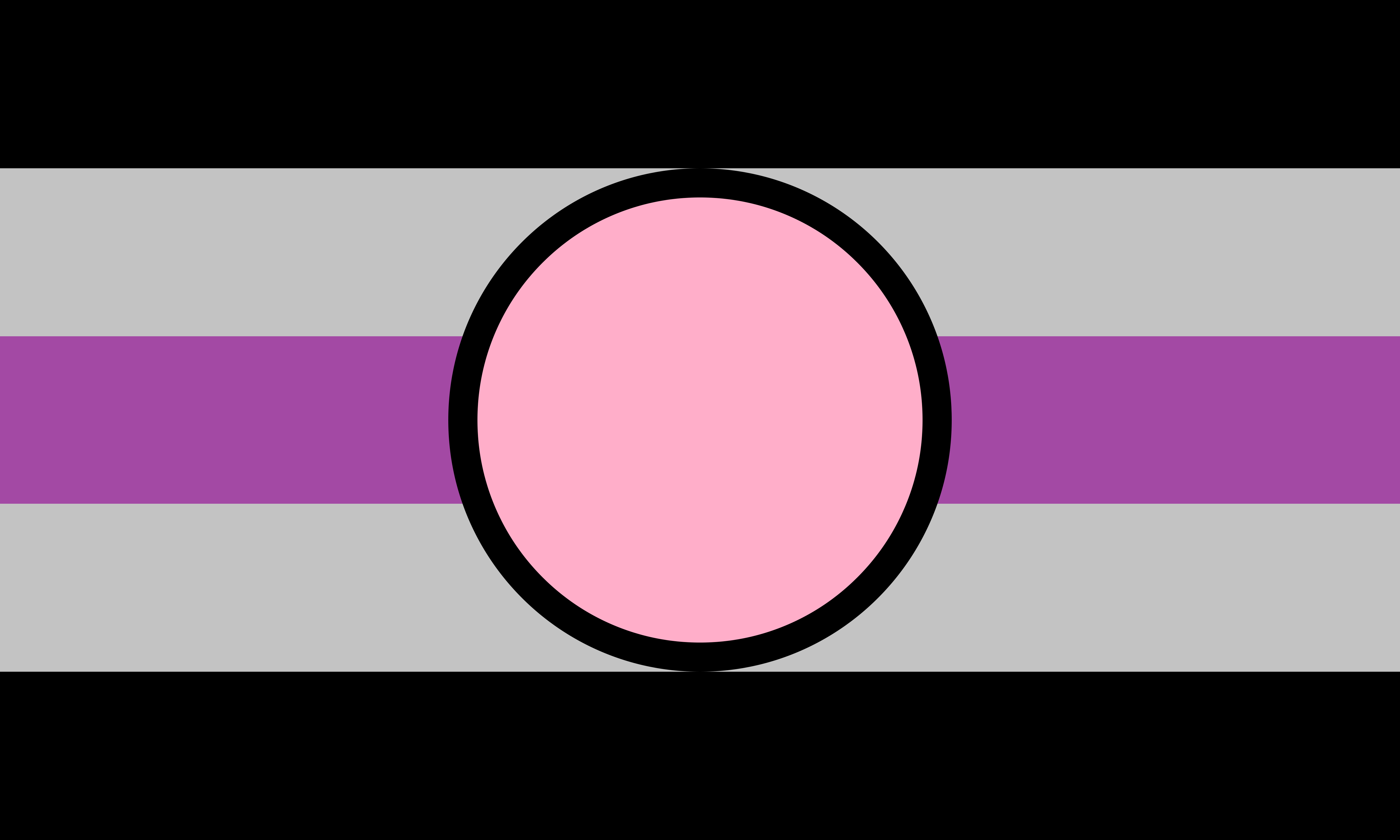
Fictossexual
Femboy[42]
Bandeira drag[43]

### Bandeiras de base local

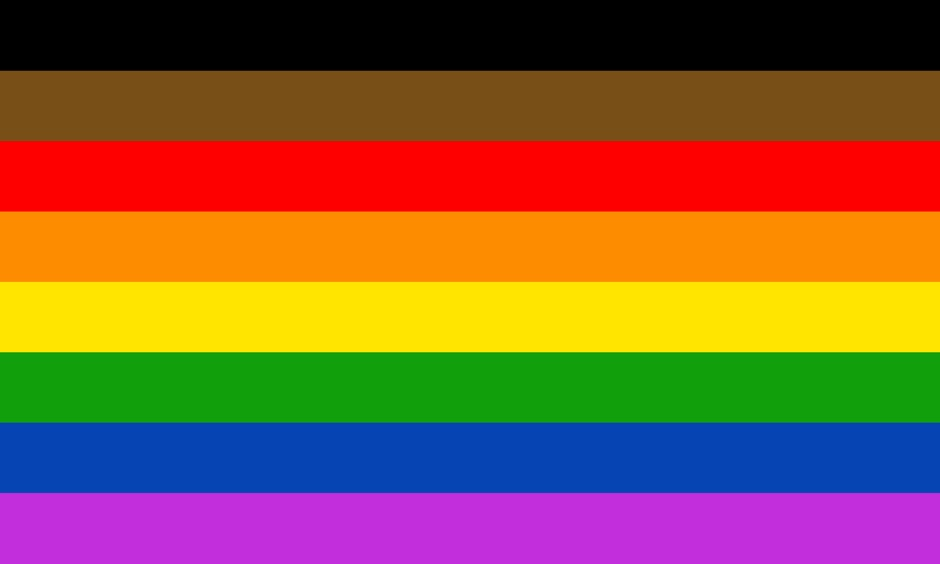
Filadélfia, EUA Pessoa de cor
África do Sul
Triângulo branco[44] Sapporo, Japão[45]

### Bandeiras de identidades culturais e regionais

Dois-espíritos (ameríndia)[14]
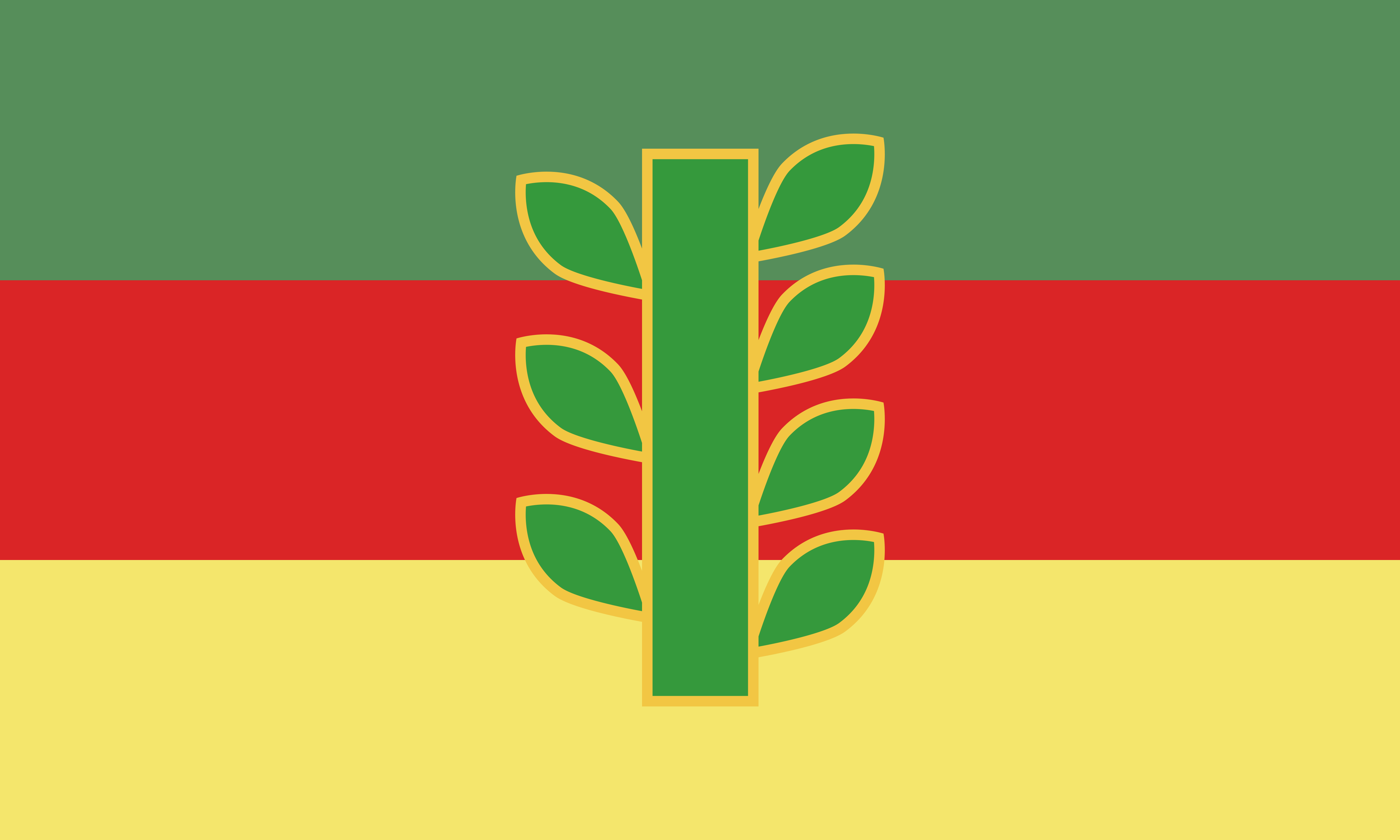
Māhū (Havaí e Polinésia Francesa)
X-gênero (Japão)
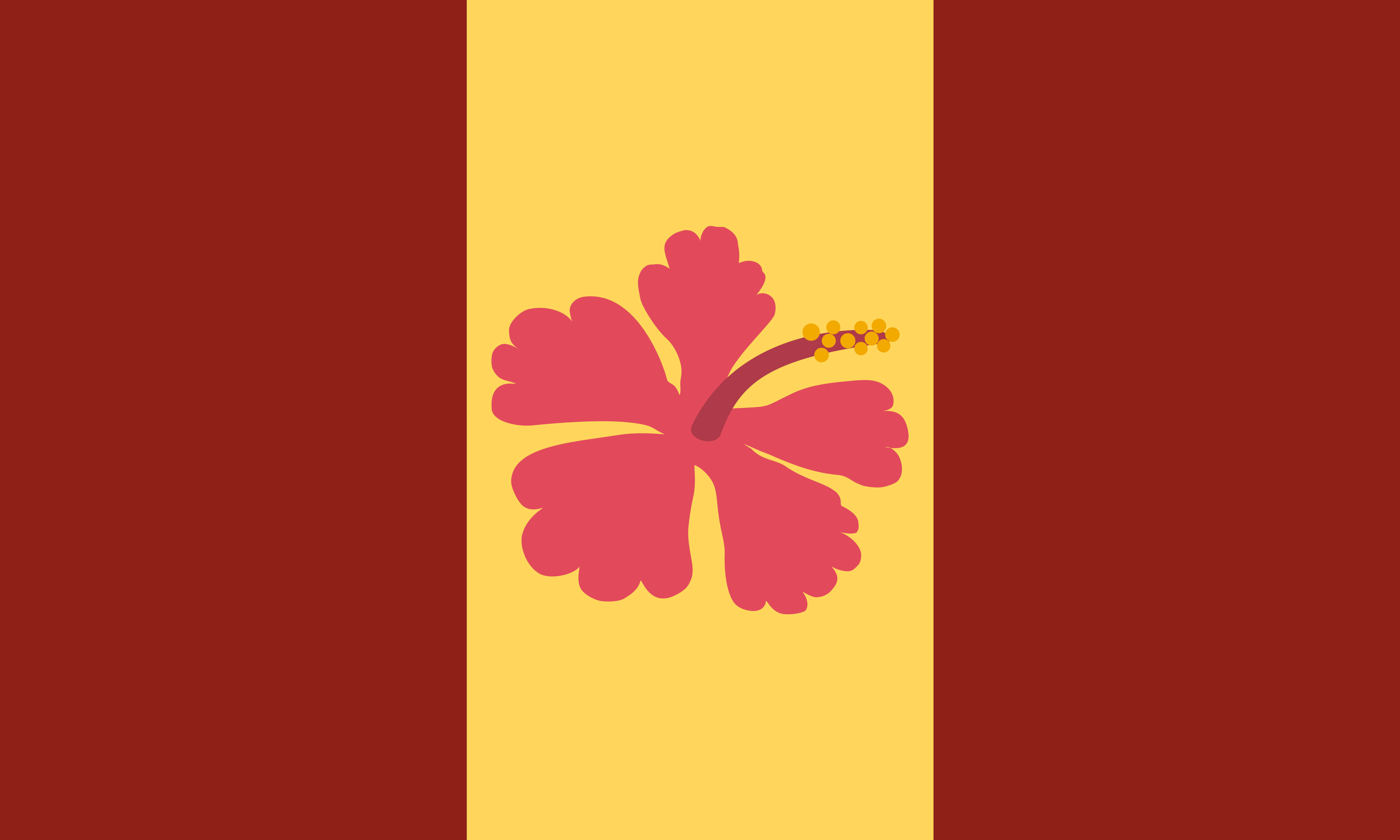
Fa'afafine (Samoa)
Hijra (Índia)
Tumtum (judaísmo)
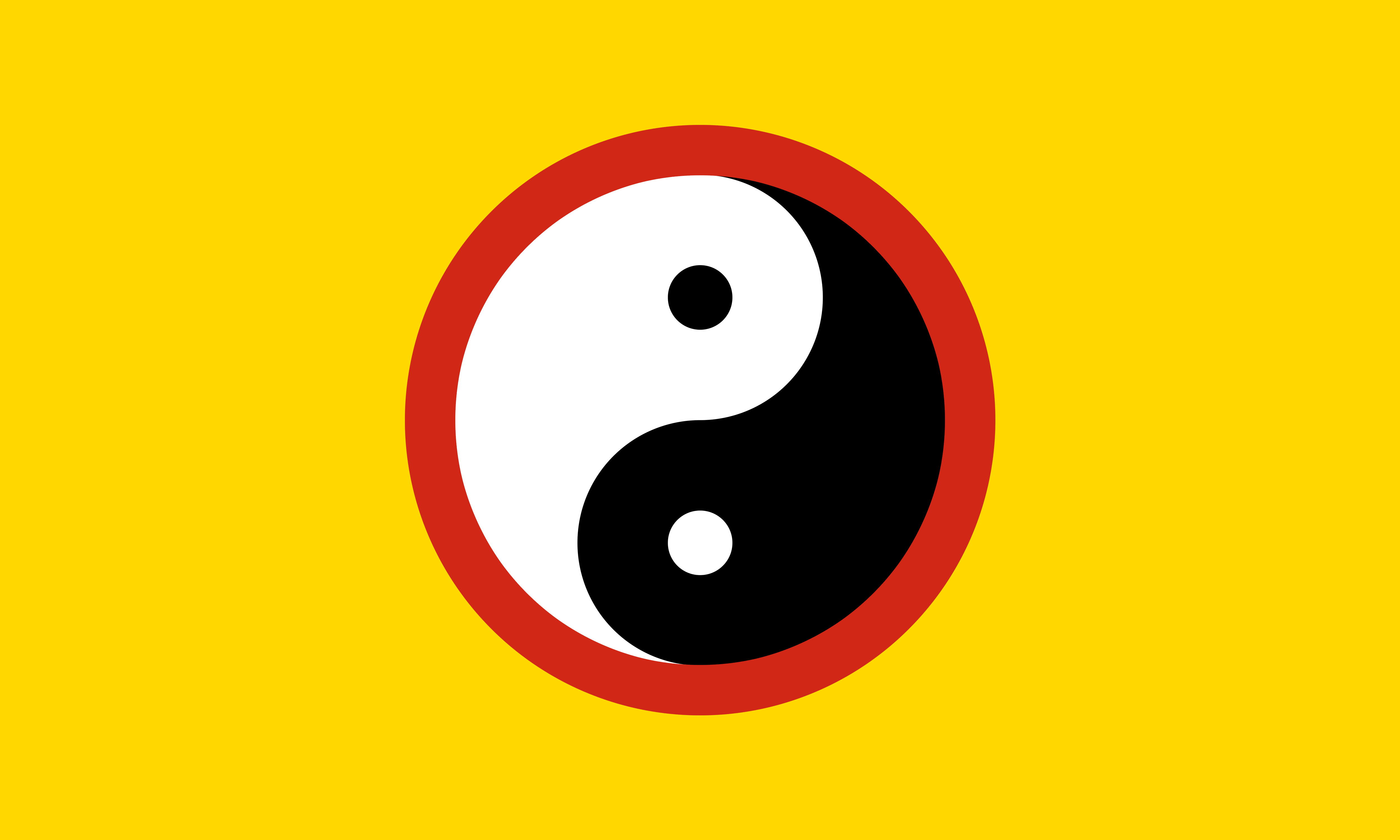
Yinyang ren (China)
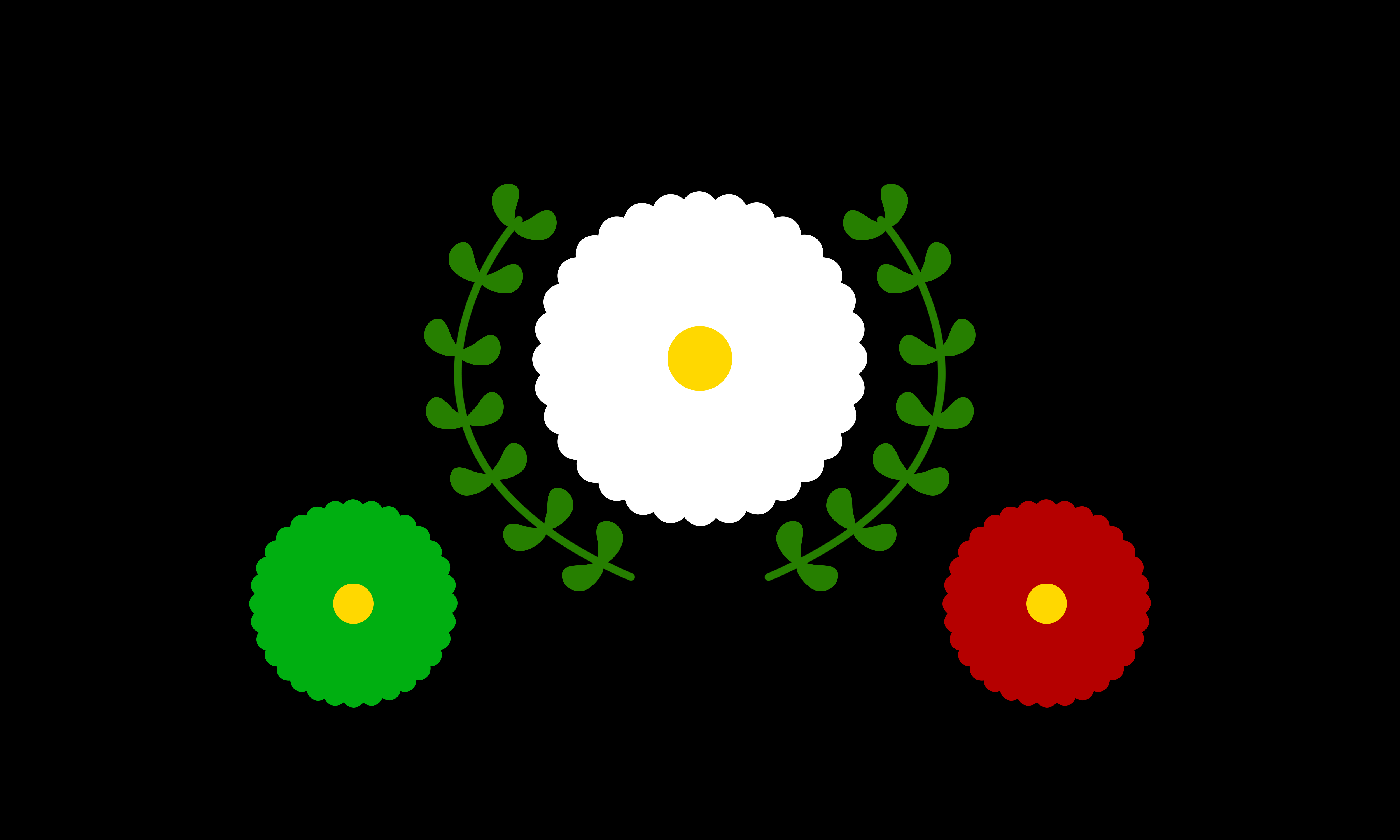
Muxe (Zapoteca)

### Bandeiras de neurodivergência e deficiência

Deficiência[46]
Orgulho autista[47]
Orgulho louco[48][49]

### Outras

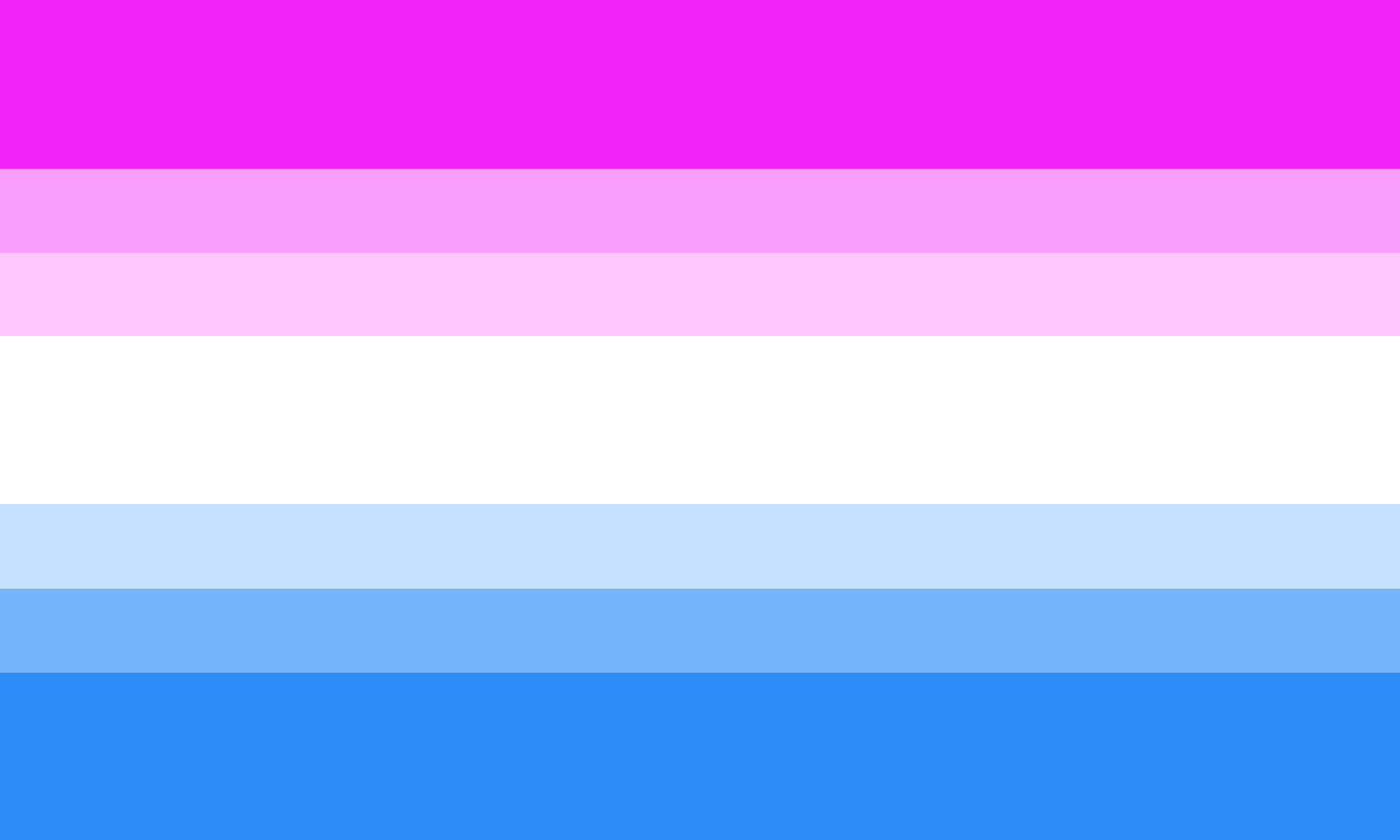
Bi-curioso
G0y[50]
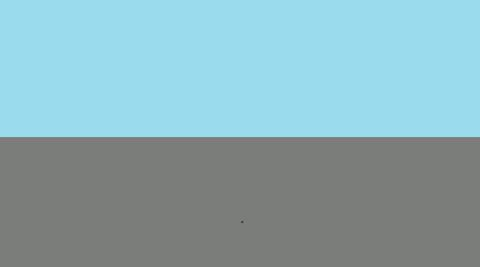
Autossexual